# Джиен-Софу
Джие́н-Софу́ (укр. Джієн-Софу, крымскотат. Ciyen Sofu, Джиен Софу) — упразднённое село в Симферопольском районе Крыма, находилось в центре района, территория Добровского сельского совета. Сейчас затоплено водами Симферопольского водохранилища.

## История
Первое документальное упоминание села встречается в Камеральном Описании Крыма… 1784 года, судя по которому, в последний период Крымского ханства Джиен Софу входил в Ехары Ичкийский кадылык Акмечетского каймаканства. После присоединения Крыма к России (8) 19 апреля 1783 года, (8) 19 февраля 1784 года, именным указом Екатерины II Сенату, на территории бывшего Крымского Ханства была образована Таврическая область и деревня была приписана к Симферопольскому уезду. После Павловских реформ, с 1796 по 1802 год, входила в Акмечетский уезд Новороссийской губернии. По новому административному делению, после создания 8 (20) октября 1802 года Таврической губернии, Джиен-Софу был включён в состав Эскиординской волости Симферопольского уезда.

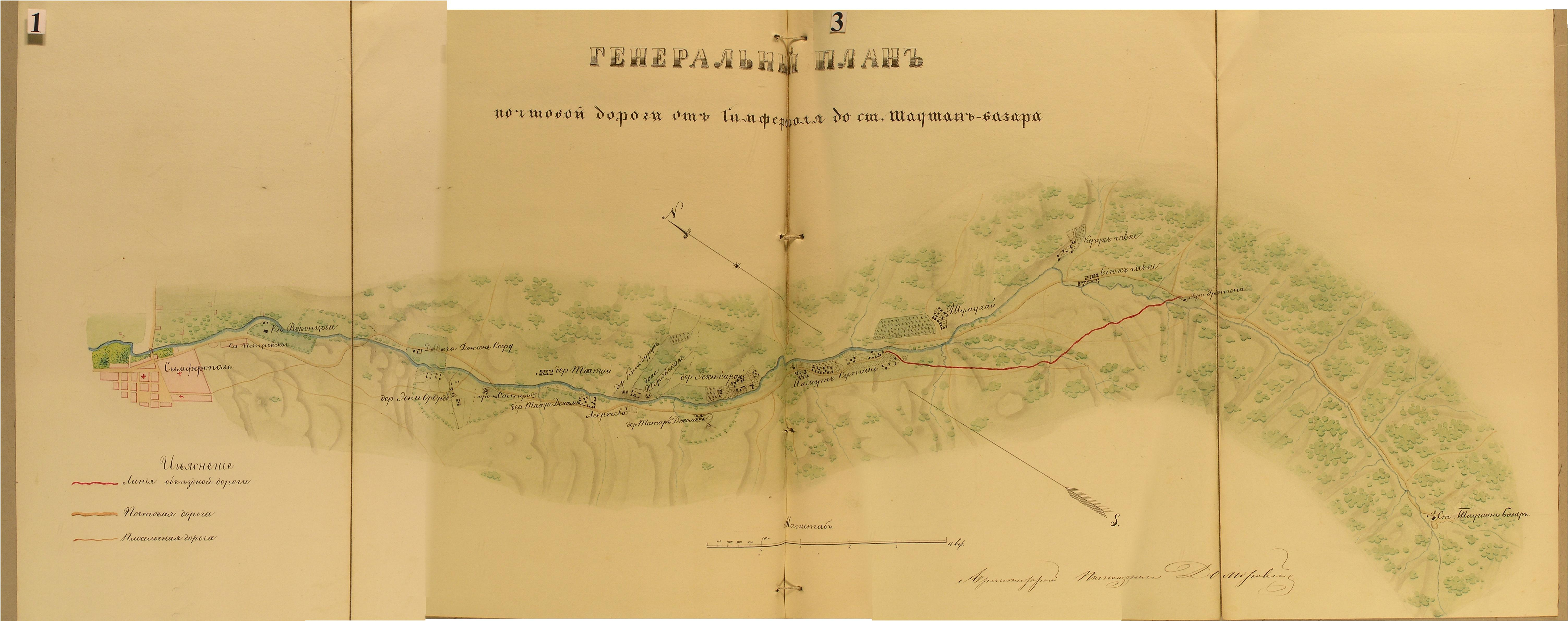
Дача Джиен-Софу на плане 1865 года

По Ведомости о всех селениях в Симферопольском уезде состоящих с показанием в которой волости сколько числом дворов и душ… от 9 октября 1805 года в деревне Джиен-Софу числилось 9 дворов и 53 жителя, исключительно крымских татар. На военно-топографической карте генерал-майора Мухина 1817 года обозначен Джиенсофу с 6 дворами. После реформы волостного деления 1829 года деревня, согласно «Ведомости о казённых волостях Таврической губернии 1829 года», осталась в составе Эскиординской волости. Видимо в результате эмиграции крымских татар в Турцию деревня была покинута жителями и на карте 1836 года Джиен-Софу обозначена как дача, как и на карте 1842 года.
В "Списке населённых мест Таврической губернии по сведениям 1864 года, составленном по результатам VIII ревизии 1864 года, Джиен-Софу — хутор с 2 дворами и 6 жителями при рекѣ Салгирѣ (на карте 1865—1876 года обозначена дача «Джиен-Софу» А. И. Казначеева, таврического гражданского губернатора и предводителя дворянства, которому принадлежало около 400 десятин земли). В «Памятной книге Таврической губернии 1889 года» Джиен-Софу не записано, а на подробной карте 1892 года — усадьба с тем же названием. По Статистическому справочнику Таврической губернии. Ч.II-я. Статистический очерк, выпуск шестой Симферопольский уезд, 1915 год, в экономии Крымтаева «Джан-Софу» Подгородне-Петровской волости Симферопольского уезда числился 1 двор с русским населением без приписных жителей, но с 7 — «посторонними».
После установления в Крыму Советской власти, по постановлению Крымревкома от 8 января 1921 года была упразднена волостная система и село включили в состав вновь созданного Подгородне-Петровского района Симферопольского уезда, а в 1922 году уезды получили название округов. 11 октября 1923 года, согласно постановлению ВЦИК, в административное деление Крымской АССР были внесены изменения, в результате которых был ликвидирован Подгородне-Петровский район и образован Симферопольский и село включили в его состав. Согласно Списку населённых пунктов Крымской АССР по Всесоюзной переписи 17 декабря 1926 года, в селе Джиен-Софу, Джалман-Кильбурунского сельсовета (к 1940 году преобразованному в Джалманский) Симферопольского района, числилось 13 дворов, все крестьянские, население составляло 53 человека, из них 24 татарина, 18 русских и 11 греков. В дальнейшем в доступных источниках не встречается.